# Joseph Said
Joseph Said (nascido em 20 de abril de 1954) é um ex-ciclista maltês que competiu no ciclismo nos Jogos Olímpicos de Verão de 1972, representando o Malta.